# IC 51
IC 51 (również Arp 230 lub PGC 2710) – galaktyka soczewkowata znajdująca się w gwiazdozbiorze Wieloryba w odległości około 80 milionów lat świetlnych od Ziemi. Odkrył ją Stéphane Javelle 30 sierpnia 1892 roku. Jej nietypowy kształt sprawił, że została skatalogowana przez Haltona Arpa w jego Atlasie Osobliwych Galaktyk pod numerem Arp 230.
Jest to biegunowa galaktyka pierścieniowa utworzona w rezultacie gwałtownej kolizji dwóch galaktyk, które znajdują się teraz w ostatnich fazach połączenia w jedną galaktykę. Zewnętrzny pierścień otaczający IC 51 składa się z gwiazd i pyłu i krąży nad biegunami galaktyki. Astronomowie uważają, że orbita mniejszej z galaktyk, które się zderzyły, była prostopadła do dysku galaktyki większej. W procesie połączenia mniejsza galaktyka uległa rozerwaniu i utworzyła rotujący pierścień biegunowy.